# Cortil-Wodon
Cortil-Wodon (en wallon Corti-Wodon) est une section de la commune belge de Fernelmont située en Région wallonne dans la province de Namur.
C'était une commune à part entière avant la fusion des communes de 1977. 
Le hameau d'Hambraine fait partie de Cortil-Wodon.

## Toponymie
Le nom provient de l'ancien Français courtil (jardin attenant à une ferme où vivaient les vaches) et de Wodon, nom théophore d'homme Franc apparenté à Odin.

## Évolution démographique
- Source: DGS, 1831 à 1970=recensements population, 1976= habitants au 31 décembre

## Liste des bourgmestres de 1830 à 1977
- Ferdinand de Woelmont, de 1843 à 1875, (Parti Catholique).

## Patrimoine et culture

### Patrimoine architectural
- Eglise Saint-Martin. Construite en 1820 en style néo-classique[2].
- Ferme de Recourt, rue de Noville. Propriété de l'abbaye de Géronsart sous l'Ancien Régime[3].
- Chapelle Saint-Martin d'Hambraine. Chapelle anciennement dépendante de Saint-Jacques à Liège, datant de la première moitié du XVIIe siècle[4].
- Ferme de Baugnet. Propriété d'Herman de Woelmont, seigneur d'Hambraine au début du XVIIe siècle[4].
- Château et ferme situées rue de Huy, reconstruites par le baron de Woelmont au XIXe siècle, avec des matériaux de remploi, en fonction d'une tour datée de 1652, édifiée par son ancêtre seigneur d'Hambraine Charles-Alexandre[4].
- Ferme d'Harzée. Appartenue à l'abbaye de Salzinnes depuis 1239[4].